# Perpetua Barjau Martí
Perpetua Barjau Martí (València, 24 de març de 1902 - 9 de gener de 1991), també coneguda com a Peua, fou una burgesa modista i mestra que es va exiliar. Era filla de Maria Martín Caruana i Ignacio Barjau Crasas. Casada amb Max Aub, va tenir tres filles: Maria Luisa, Elena i Mari Carmen.

## Biografia
Símbol de la invisibilitat de la dona al costat d'un gran home. Havia cursat les carreres de piano i magisteri, fet que la situa entre les avançades dels anys 20. La seua vida va transcórrer en principi plàcida i interessant, com la de Max mateix, en la seua casa del carrer de l'Almirall Cadarso, 13, ja que tot indica que va compartir amb ell amistats, inquietuds i l'ambient intel·lectual i artístic de la València dels anys 30.
Quan en 1936 Max Aub es va instal·lar a París com a agregat cultural de l'ambaixada d'Espanya, Peua i les seues filles el seguiren l'any següent i visqueren amb ell el suport a la causa republicana i la derrota d'aquesta. A París, Peua es defensava econòmicament representant una coneguda casa francesa de llenceria. Alguna vegada va acompanyar el seu marit i les filles van continuar estudis residint a cases d'amics. Quan Max fou empresonat el 1940, elles tornaren a la València de la postguerra, ara sí menys plàcida i amb la preocupació per l'absent en camps de concentració i amb por. La casa d'Almirall Cadarso havia estat confiscada i visqueren amb l'àvia al carrer del Mestre Gozalbo.
El 1946, després de peripècies diverses, Max Aub les va reclamar a Mèxic. I allà, a Euclides, 5, Peua Bajau es va buscar la vida per ajudar econòmicament la seua família. Hi trobem la realització del vestuari per a l'obra d'Enrique Rivas Chérif, La vida es sueño, segons disseny de Miguel Prieto. Des de 1972, en què va morir Max Aub, ella i la seua filla Elena en custodiaren el llegat, fins que ella va morir quasi simultàniament i els papers, la biblioteca i l'arxiu d'Aub tornaren a València (Sogorb).